# Anys de plom (Marroc)
|  | Per a altres significats, vegeu «Anys de plom». |

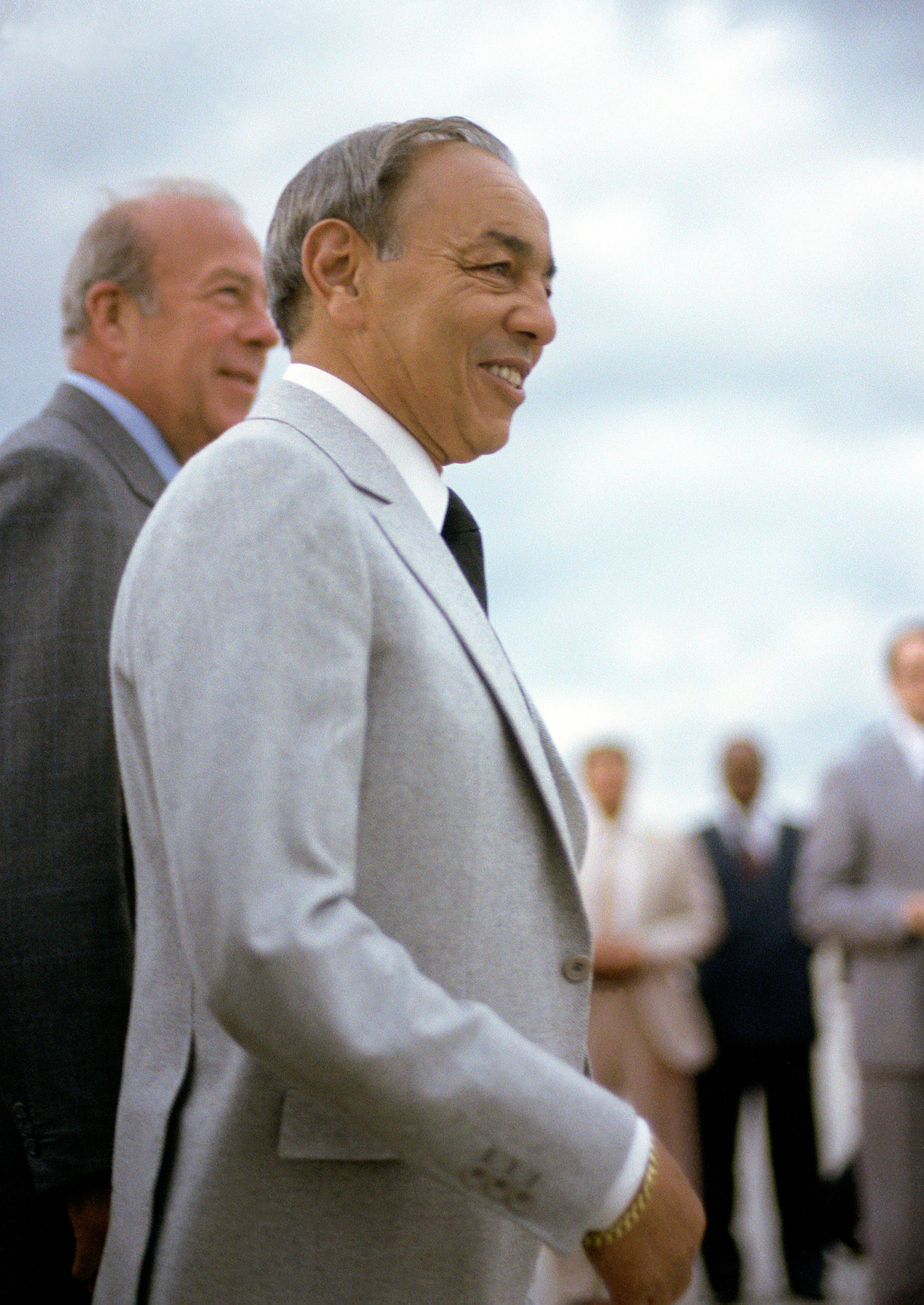
Hassan II el 1983.

Es coneix com a anys de plom (àrab: سنوات الرصاص, sanawāt ar-ruṣāṣ; francès: années de plomb) el període de la història recent del Marroc caracteritzat per la pràctica desaparició de les garanties de l'Estat de Dret i pel terror d'Estat contra dissidents o persones considerades potencialment perilloses o perjudicials per a l'ordre polític vigent.

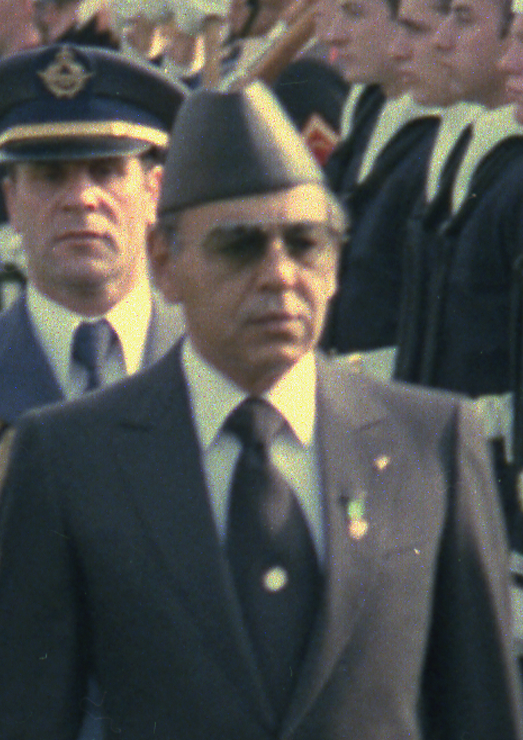
Hasan II en 1978.

La denominació «anys de plom» no és oficial i té un matís crític; no obstant això, està generalitzada entre els qui per una o una altra raó tracten els successos esdevinguts al Marroc en aquest període.

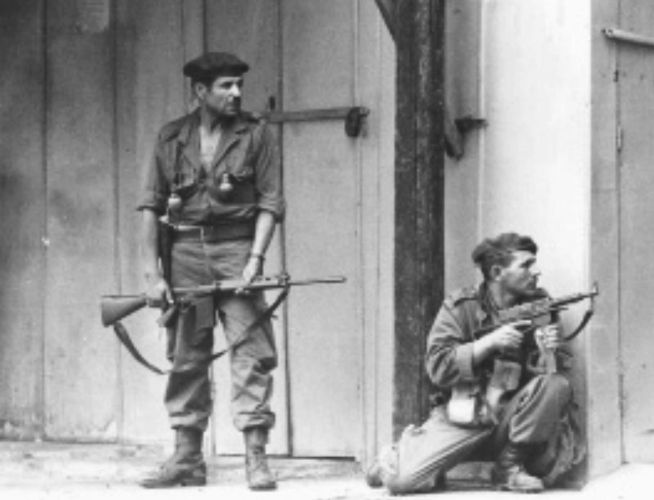
tropes lleials al rei Hassan II lluiten durant l'intent de cop de 1971.

## Durada
Els anys de plom s'inscriuen dins del regnat de Hassan II (1960-1999), encara que no existeix consens sobre les seves dates d'inici i terme. Sobre la primera, unes vegades es considera que els anys de plom arrenquen amb el regnat de Hassan II (des de 1960, per tant) i unes altres que s'inicien en 1971 o 1972, anys en els quals se succeeixen dos intents d'acabar amb la vida del monarca i que donen pas a una intensificació de la repressió política. A vegades se situa l'inici dels anys de plom en 1956, any de la independència, i abastarien per tant també el regnat de Mohammed V del Marroc. Quant al seu terme, sol situar-se en 1991, any en què són alliberats nombrosos presos polítics i es revela l'existència de centres clandestins de detenció i tortura. Els anys que van des de 1991 a 1999, any en el qual mor Hassan II i és rellevat pel seu fill Mohammed VI són considerats com una transició, encara que hi ha qui considera que no es pot parlar de final dels anys de plom fins a 1999.
La Instància Equitat i Reconciliació (IER), organisme oficial marroquí encarregat de la recerca de violacions dels drets humans ocorregudes «en el passat» (oficiosament s'entén que durant els anys de plom), ha orientat la seva activitat al major d'aquests segments temporals, és a dir, de 1956 a 1999.

## Característiques
Les característiques dels anys de plom estan lligades a les de l'Estat marroquí modern sorgit en 1956. Al Marroc conviuen i s'entrellacen dues estructures de poder polític conceptualment diferents: d'un costat, l'Estat constitucional, que encara que concedeix una gran part de l'autoritat política al rei, és pluripartidista, parlamentari, garantista i té altres característiques dels Estats democràtics moderns. D'un altre costat, sobreviu l'estructura de poder històrica: el Makhzen, basat en el clientelisme i en el qual el rei és, com en segles passats, amo i senyor absolut de tots els seus súbdits. Aquesta dualitat es tradueix en la pràctica en una monarquia de caràcter absolutista que ocasionalment fa concessions democràtiques o delega funcions en els càrrecs de l'aparell d'Estat constitucional, reservant-se el dret d'infringir o modificar les regles a voluntat.
Són característiques dels anys de plom l'alt grau de repressió política i l'actuació dels poders de l'Estat al marge de la legalitat vigent, amb la consegüent supressió de fet de les garanties legals. En particular Amnistia Internacional i posteriorment la Instància Equitat i Reconciliació, entre altres organismes i particulars, han documentat pràctiques habituals com les següents:

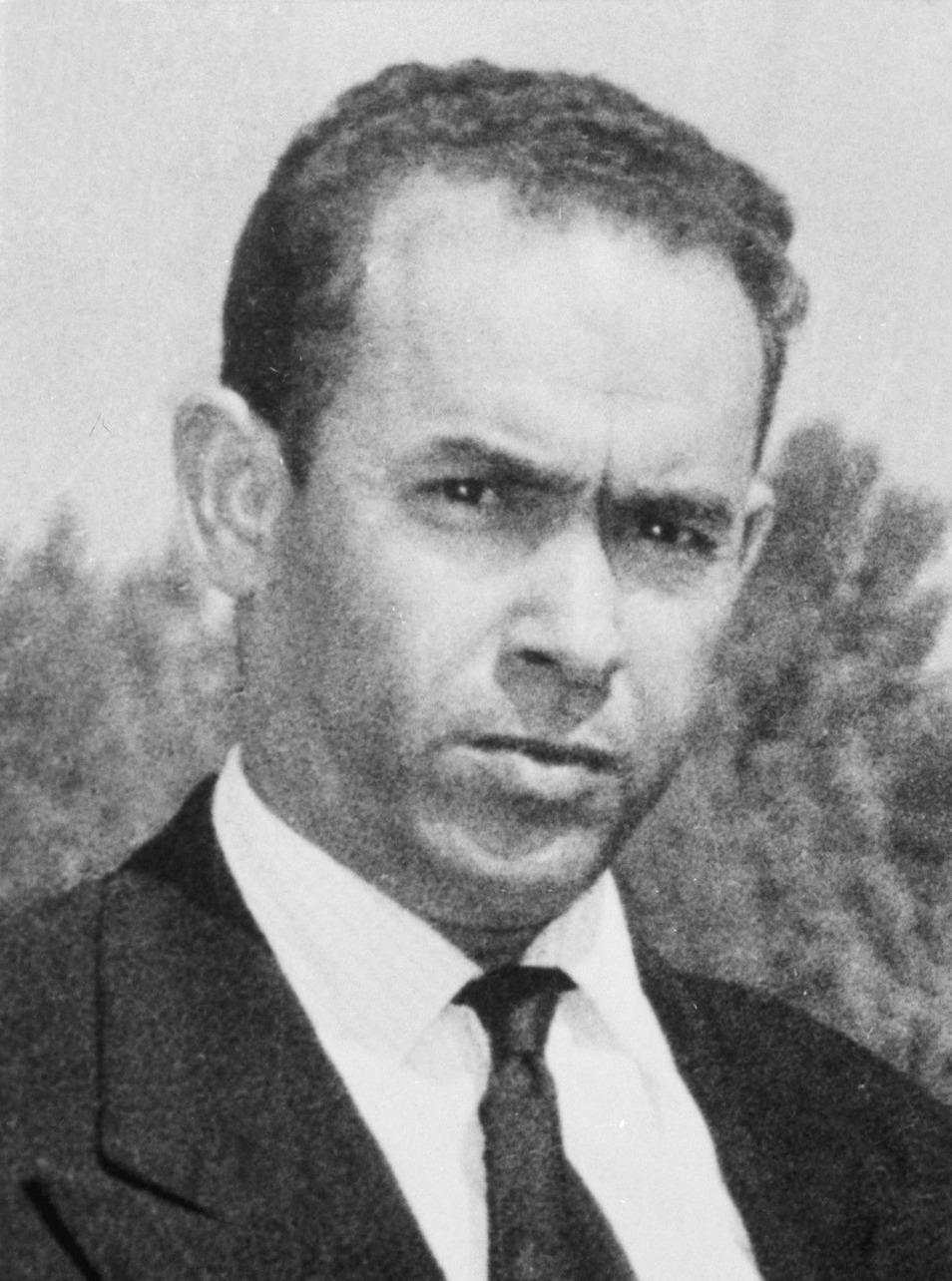
Mehdi Ben Barka

- Desaparició de persones. Està documentada la desaparició de diversos centenars de presumptes dissidents polítics, xifra que algunes organitzacions de drets humans eleven fins a superar el miler. En molts casos, els desapareguts eren en realitat tancats en centres de detenció clandestins, habitualment durant anys i amb freqüència fins a la seva mort. Els casos més coneguts són els dels militars colpistes segrestats de la presó de Kenitra en 1973 i tancats en les cel·les subterrànies de la presó secreta de Tazmamart fins a 1991 (en van sobreviure la meitat); el segrest dels germans Bourequat, homes de negocis desapareguts durant anys i confinats a presons secretes (entre elles Tazmamart) per raons que ells mateixos desconeixen; el segrest i desaparició dels fills, germà i nebots del general colpista Mohammed Oufkir, inclosos nens de poca edat, tancats fins a 1991 en una presó clandestina al desert; la desaparició de centenars de presos polítics d'esquerra (Ilal Amam, 23 març, Servim al Poble, ...) i sahrauís. En altres casos, els desapareguts van ser víctimes de execucions extrajudicials o van morir a conseqüència de tortures durant el seu interrogatori.
- Eliminació física de dissidents i enemics del règim. El cas més famós és el del polític socialdemòcrata i president de la Tricontinental Mehdi Ben Barka, segrestat i assassinat en París en 1965. Un altre cas cèlebre és el de Mohammed Lahrizi, polític socialista segrestat i assassinat al costat de la seva esposa suïssa, Erika, i la filla de tots dos, de tres anys, en 1963. El general Ahmed Dlimi, persona propera a Hasan II i després caigut en desgràcia, va morir en 1983 en un accident de carretera organitzat, segons l'oposició, pel cercle del rei. Existeixen molts altres casos similars.
- Execucions extrajudicials. A part de les realitzades en centres secrets de detenció, el règim marroquí ha recorregut a execucions sense judici en diversos casos, sent el més famós el dels dirigents de l'intent de cop d'estat de Skhirat (1972), oficials d'alta graduació l'execució sumària dels quals va ser anunciada públicament pel rei l'endemà del pronunciament i duta a terme l'endemà passat.
- Persecució de delictes d'opinió. Són nombrosíssims els casos, encara que potser el pres polític més cèlebre és Abraham Serfaty, el segon més antic d'Àfrica (després de Nelson Mandela).
- Tortura. Als maltractaments habituals durant les detencions cal afegir l'existència de centres secrets de detenció i tortura. Alguns dels més cèlebres eren Dar al-Muqri a Rabat i Darb Mulay Sharif a Casablanca. La tortura era una pràctica habitual en les detencions polítiques; va haver-hi presoners que no hi van sobreviure, i a molts altres els maltractaments els van produir lesions irreversibles.
- Repressió extremadament violenta de manifestacions i altres formes de protesta ciutadana. Era freqüent que les forces de seguretat obrissin foc contra els manifestants. El nombre de persones mortes o ferides a causa d'això és, per tant, elevat, i ho és també el nombre de persones segrestades (detingudes i tancades en llocs secrets) a conseqüència de la repressió dels disturbis. Els casos més importants són els de la revolta del 23 de març de 1965, els disturbis de Casablanca de juny de 1981, els disturbis de Marràqueix de 1984 i els disturbis de Tetuan de 1984.
- Sol citar-se com a episodi inicial dels anys de plom la repressió de la revolta del Rif (1958-1959). L'aixecament va ser sufocat amb el bombardeig aeri de la regió, dut a terme per un embrionari exèrcit marroquí, dirigit per oficials francesos i al capdavant del qual (i supervisant les operacions) es trobava el llavors príncep hereu Mulay Hasan, acompanyat de Mohammed Oufkir. La repressió va deixar un saldo d'alguns milers de rifenys morts.

## Revisió delsanys de plom
A partir de 1999, amb la relativa obertura que es produeix després de la pujada al tron de Mohammed VI, organitzacions socials i polítiques del Marroc comencen a investigar sobre la sort correguda per nombrosos desapareguts en les dècades anteriors i a reclamar justícia. Aquestes demandes són en un primer moment objecte de repressió, però en 2003 el rei anuncia la seva intenció de crear un organisme estatal encarregat de revisar els casos d'extralimitació dels aparells de seguretat de l'Estat des de la independència del país. L'objectiu és rehabilitar i compensar econòmicament les víctimes o als seus familiars i contribuir a la reconciliació nacional, evitant que fets com els del passat tornin a repetir-se. Al desembre de 2004, amb el testimoniatge públic d'un supervivent del centre d'extermini de Tazmamart, retransmès per televisió, es donen per inaugurades les activitats de la Instància Equitat i Reconciliació (IER), organisme al capdavant del qual es troben diverses persones designades pel rei, inclosos antics represaliats polítics.
La IER ha recollit i publicat des de llavors nombrosos testimoniatges, prestats en sessió oberta i recollits o retransmesos pels mitjans de comunicació, que denuncien les desaparicions, tortures, detencions arbitràries, segrestos, execucions extrajudicials, supressió de drets i altres pràctiques habituals durant el regnat de Hassan II. Això suposa, segons el parer de les organitzacions de drets humans, un pas inèdit al Marroc fins llavors. No obstant això, al mateix temps es llancen dues importants crítiques contra l'IER i en general contra la postura oficial respecte als anys de plom:
- La primera, que l'objectiu de l'IER és reparar el dany causat a les víctimes però de cap manera perseguir als botxins: els testimoniatges prestats davant l'IER no poden revelar els noms dels responsables del terror d'Estat.[1] Per a les organitzacions de drets humans, això equival a sancionar la seva impunitat, la qual cosa consideren contradictòria amb la voluntat d'evitar successos similars en el futur. Sembla haver-hi prou unanimitat entre les víctimes, les organitzacions de drets humans i les organitzacions que van estar a l'oposició durant els anys de plom, a l'hora de desitjar que a la fase documental segueixi una fase judicial. Sobretot perquè, malgrat el veto oficial, els noms de molts torturadors i responsables de la repressió són coneguts per l'opinió pública gràcies als llibres publicats per alguns supervivents i a les recerques independents. L'Associació Marroquina dels Drets Humans va publicar en 2001 una llista de 44 noms, entre els quals es trobaven alguns alts càrrecs de les forces armades encara en actiu. La mateixa AMDH ha recollit paral·lelament testimoniatges de dos centenars de represaliats vetats per l'AMDH a causa de la seva determinació de denunciar als seus torturadors o altres raons polítiques.
- La segona crítica és que l'Estat marroquí podria estar usant l'IER més com a part d'una rentada de cara, sobretot cap a l'opinió pública internacional, que com a símbol d'una voluntat real de canvi. L'AMDH i altres organitzacions han denunciat que les pràctiques repressives d'antany segueixen vigents, ara dirigides més contra els islamistes que contra les organitzacions d'esquerra. Citen com a exemple la detenció d'alguns milers de persones després dels atemptats de Casablanca del 16 de maig de 2003: unes 4000 d'aquestes detencions, segons Amnistia Internacional, no van figurar en cap registre i les persones detingudes van ser confinades en centres de detenció secrets. S'han denunciat també nombrosos casos de tortura contra militants islamistes. Igualment ha estat denunciada per AI l'ajuda aparentment prestada per l'Estat marroquí als Estats Units en el trasllat de presos a Guantánamo i altres presons secretes.

El treball de la comissió i el llegat emocional dels anys de plom en quatre famílies fou explorat en la pel·lícula documental de 2008 Nos lieux interdits.